# 趙起龍
趙起龍（?—？），直隶宁远人，清朝政治人物。举人出身。
雍正三年，擔任廣東廣州府永安縣知縣（現紫金縣知縣）。后由劉庶接任。